# Valerio Arri
Valeriano Pompeo Maurizio "Valerio" Arri (Portacomaro, Piemont, 22 de juny de 1892 - 2 de juliol de 1970) fou un atleta italià, especialista en marató, que va competir a començaments del segle xx.
Començà a córrer a començaments de la dècada de 1910, però els grans èxits no arribarien fins al final de la mateixa. El 1919 guanyà la Marató de Torí i el títol nacional sobre una distància de 48 km. El 1920 va prendre part en els Jocs Olímpics d'Anvers, on disputà la marató del programa d'atletisme. Amb un temps de 2h 36' 33", el millor personal en aquesta distància, guanyà la medalla de bronze, rere Hannes Kolehmainen i Jüri Lossmann.
Des de 1996 el "Premi Valerio Arri" s'entrega al vencedor de la Marató de Torí.